# Hardbass
L'hardbass o hard bass è un genere di musica elettronica inventato in Russia.

## Storia
Lo stile venne inventato a San Pietroburgo tra la fine degli anni novanta i primi anni 2000 per poi diffondersi dapprima nel resto della Russia, in Ucraina, Bielorussia, Moldavia e Kazakistan, e successivamente in tutto il mondo grazie a filmati pubblicati su Internet in cui si vedono delle crew hard bass che ballano al ritmo di musica durante dei flash mob. La moda dei flash mob hardbass iniziò a cadere in disuso dalla fine del 2011.

## Caratteristiche
I brani hard bass vengono suonati usando dei sintetizzatori degli anni novanta, e presentano una velocità compresa tra i 140 e i 160 BPM. Nonostante abbia evidenti somiglianze con lo stile hard house/donk, l'hard bass viene in genere accompagnato da un cantato rap. Tra i producer della scena hardbass vi sono Dr. Poky, che avrebbe contribuito più di tutti a diffondere lo stile, DJ Snat, DJ Barabass, DJ Chuck, DJ Watery, DJ Rentgen, Tss Proyect, Dread System, Mystery System, Sonic Mine e XS Project, mentre un'etichetta discografica di riferimento è la Jutonish, e Progressive Faktor. Spesso l'hardbass riflette delle idee politiche di estrema sinistra nei titoli e nei testi dei brani.